# Tengeri szerzetes
A tengeri szerzetes középkori leírásokban szereplő, tengerekben élő képzeletbeli lény.
 A Kyranidák könyvéből: 
A tenger szerzetesei olyan tengeri szörnyek, amelyeknek neve pontosan fedi külsejüket. A Brit-tengerben élnek ilyenfajta állatok. Testük alsó része halra hasonlít, felsőtestük azonban részben az emberi fajhoz hasonló. Fejük olyan, mint a szerzeteseké, tetején frissen nyírott, fénylő tonzúrájuk van, fülük felett fekete kör övezi, amely arra a hajkaréjra emlékeztet, mely a szerzetes vagy a pap fején látható, csakhogy ez a szőrzet dúsan szétmered. Ez a szörny szívesen csalja magához a tengerparton sétáló embereket, szemük előtt játszik, és ugrálva közeledik hozzájuk. Ha aztán látja, hogy az embernek tetszik a játéka, örül, és annál inkább játszik a víz felszínén. Amikor aztán azt látja, hogy az illető nagy bámulatában közel megy hozzá, ő is közelebb jön, és alkalomadtán elkapja az embert, magával vonszolja a mélybe, ott aztán felfalja a húsát. Az arca egyáltalán nem hasonlít az emberi arcra, mivel orra olyan, mint a halaké, szája pedig az orra folytatása.

## Története

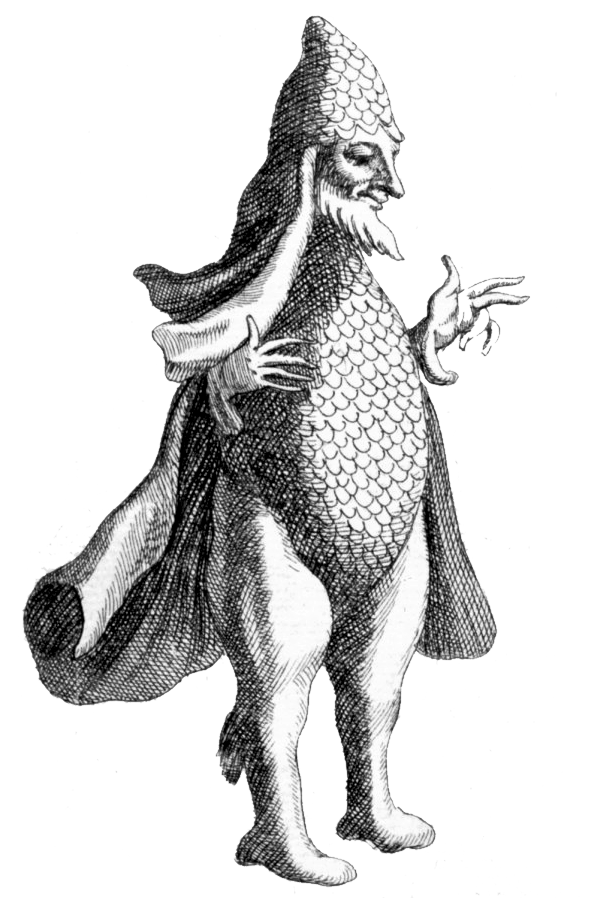
A püspökhal ábrázolása a Historiae animalium-ban

A tengeri szerzetesről, vagy tengeri püspökről az első feljegyzést a 13. századból találjuk Thomas Cantimpratensis könyvében. A leírás szerint a Brit-tengerben találhatók, testük alsó része hal, a felső az emberhez hasonlít. „”Fejük olyan, mint a szerzeteseké, tetején frissen nyírott, fénylő tonzúrájuk van, fülük felett fekete kör övezi, amely arra a hajkaréjra emlékeztet, mely a szerzetes vagy a pap fején látható, csakhogy ez a szőrzet dúsan szétmered.” Természetük gonosz: játékosnak mutatják magukat, becsalogatják az embert a vízbe, majd ott felfalják. Rajzát Conrad Gessner svájci természettudós és bibliográfus könyvében, a Historiae animalium-ban tette közzé.  Az író hivatkozik egy hasonló szörny észlelésére más partoknál is, ami állítólag 1531-ben történt, és ennek ábrázolása szintén megtalálható a könyvében. Ezt a lényt tengeri püspöknek nevezték el és Németországban ki is fogták a tengerből. Azonban semmilyen ételt nem fogadott el és három nappal később meghalt. A feljegyzések szerint a lengyel király meg szerette volna tartani magának ezt az állatot, mert az ő birtokába is került egy példány, de az megszökött. Püspöknek pedig azért nevezték, mert a feje búbja hasonló volt az egyház főpapjai által használatos püspöksüveghez. Sőt, egy 1187-es irat is megemlékezik egy hasonló állatról Suffolknál, amit a helyi halászok zsákmányoltak. A történet szerint a lény egy szót sem szólt, később sikeresen megszökött és soha többé nem látták.
A tengeri szörny népszerűvé vált az irodalomban is Guillaume du Bartas költő egyik epikus költeményében, a La Sepmaine; ou, Creation du monde-ben, ami 1578-ban jelent  meg, Szathmári Sándor pedig a Babona című novellájában szerepeltette.
Japetus Steenstrup (1813–1897) dán zoológus szemügyre vette az 1850-es években a tengeri szerzetesről készült korai ábrákat és arra az álláspontra jutott, hogy az nagyon hasonlít egy óriási tintahalra, csak talán kissé eltorzították azt és kiszínezte a népi folklór. Saját grafikáját is elkészítette összehasonlításképpen.
Mások szerint a legenda eredete az angyalcápa neve, amit monkfishnek, azaz „szerzeteshal”-nak hívnak angolul.